# Rudolf Wimmer (Maler)

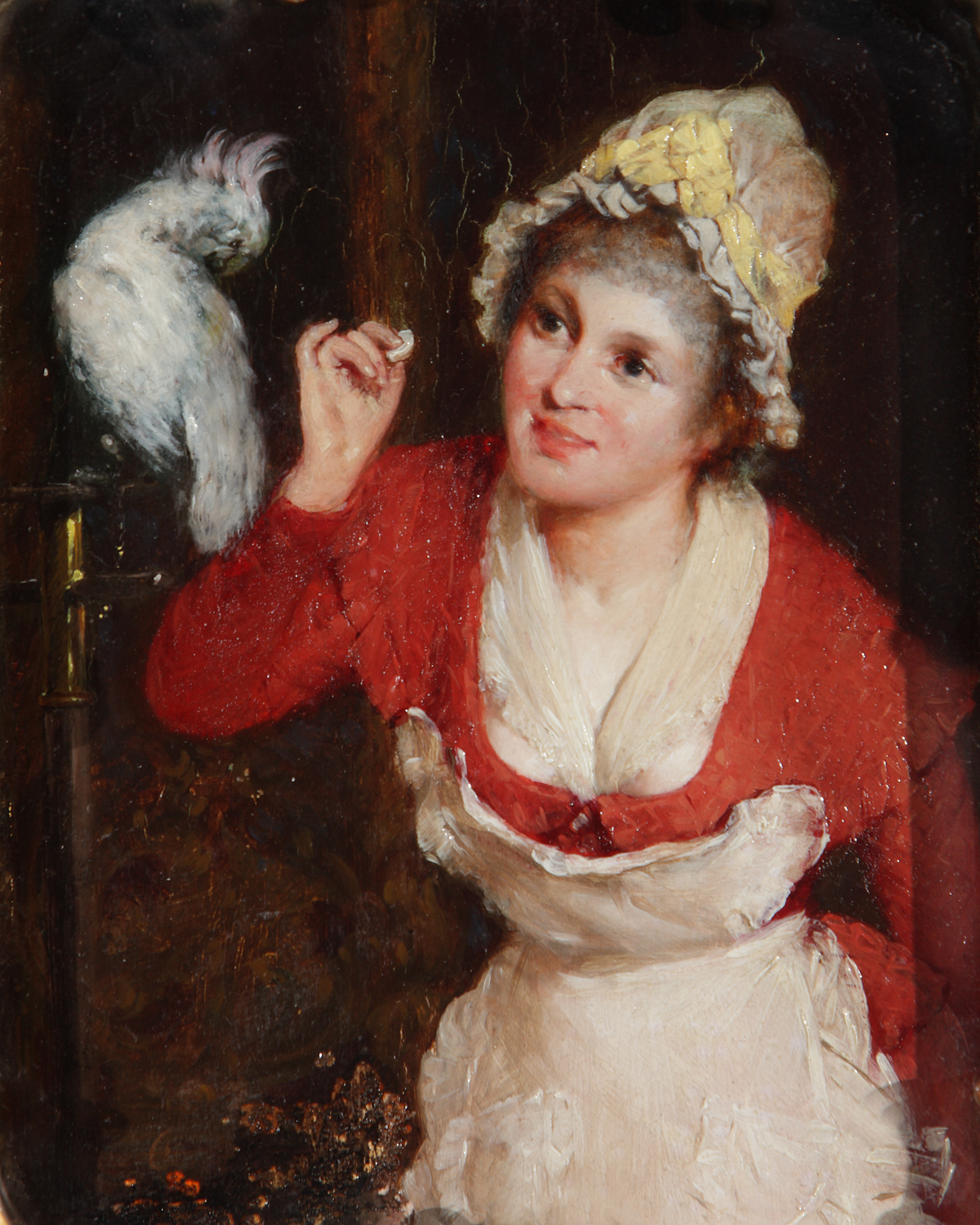
Mädchen, einen Papagei fütternd

Rudolf Wimmer (* 10. April 1849 in Gottsdorf bei Untergriesbach; † 28. November 1915 in München) war ein deutscher Porträt- und Hofmaler.

## Leben und Wirken
Rudolf Wimmer wurde als Sohn des Lehrerehepaares Franz-Xaver und Maria Wimmer geboren. Nach dem Tode des Vaters 1861 wurde Rudolf zum Kunstschreiner und Altarbauer ausgebildet. 
Dank seinem Taufpaten, dem Schmelztiegel-Fabrikanten Franz Paul Kaufmann aus Obernzell und einem Vetter Rudolfs, Eduard von Wolfanger, konnte Rudolf seit dem 24. Oktober 1868 an der Königlichen Akademie der Künste in München studieren. Er wurde mit der bronzenen Medaille der Akademie ausgezeichnet und erhielt ein Stipendium und eine von Moritz von Schwind unterschriebene Urkunde. Anschließend diente er ein Jahr beim Heer. Am 2. März 1871 wurde ihm die Kombattanten-Medaille überreicht. Danach setzte er das Studium bei Alexander Strähuber, Johann Georg Hiltensperger, Hermann Anschütz und Hermann Ziebland fort. Er studierte ein weiteres Jahr an der Königlichen Akademie der schönen Künste in Antwerpen und unternahm Studienreisen nach England, Frankreich, Holland und Belgien. 
Im Jahre 1877 ließ er sich in München nieder. Er heiratete und wurde als freischaffender Künstler tätig. 1881 porträtierte er den in Bad Reichenhall weilenden russischen Grafen Eduard Iwanowitsch Totleben. Das Bildnis brachte ihm Erfolg.
Auf einer Berliner Kunstausstellung zeigte er das Porträt seiner Ehefrau, das die Aufmerksamkeit der damaligen preußischen Kronprinzessin erregte. Sie bestellte bei ihm ein Porträt ihres Ehemannes, des späteren Kaiser Wilhelm II. Rudolf Wimmer wurde 1888 an den preußischen Hof berufen und am 19. November 1890 zum Hofmaler ernannt. Er schuf etwa 70 bis 100 Kaiserbilder.
Rudolf Wimmer erhielt auch Aufträge aus dem Bayerischen Königshaus. Er porträtierte den Bayerischen Prinzregenten 37-mal. Am 1. November 1896 wurde er zum „Königlichen bayerischen Professor“ berufen. 
Neben den adligen Personen porträtierte er auch reiche Geschäftsleute, auch aus den Vereinigten Staaten und Südafrika. Er starb im November 1915 im Alter von 66 Jahren in München.